# Flugt (pel·lícula)
Flugt és un documental dramàtic animat de 2021 dirigit per Jonas Poher Rasmussen. Segueix la història d'un home, sota l'àlies de Amin Nawabi, qui comparteix el seu passat amagat, durant el qual va marxar del seu país per primera vegada. Riz Ahmed i Nikolaj Coster-Waldau són productors executius.
La pel·lícula va ser estrenada mundialment el 28 de gener de 2021 al Festival de Cinema de Sundance del 2021. Va ser estrenada a cinemes estatunidencs el 3 de desembre de 2021, a mans de Neon i Participant.
Flugt va rebre molt bona rebuda per part de la crítica i dels festivals de cinema, elogiant l'animació, la història, la temàtica i la representació LGTB. La pel·lícula també compta amb gravacions antigues dels fets que passaven a l'Afganistan quan l'Amin va marxar d'allà. Varis crítics l'han nomenada com una de les millor pel·lícules de 2021.
La pel·lícula va ser seleccionada com l'aposta de Dinamarca per l'Oscar a Millor pel·lícula Internacional. En la 94na edició dels Premis Oscar, la pel·lícula va rebre tres nominacions: Millor pel·lícula internacional, Millor documental i Millor pel·lícula d'animació; d'aquesta manera, s'ha convertit en la primera pel·lícula en estar nominada en les tres grans categories simultàniament.

## Sinopsi
La pel·lícula segueix a l'Amin Nawabi, qui s'està apunt de casar amb el seu home, i que explica el seu passat secret per primera vegada, passat en el qual va haver d'abandonar el seu país, l'Afganistan i anar a Dinamarca com a refugiat.

## Repartiment de veu
- Amin Nawabi com a Ell mateix
  - Daniel Karimyar com a Amin jove
  - Fardin Mijdzadeh com a Amin adolescent
- Belal Faiz as Saif
  - Milad Eskandari com a Saif jove
- Zahra Mehrwarz com a Fahima
  - Elaha Faiz com a Fahima adolescent
- Sadia Faiz com a Sabia

## Producció
El gener de 2021, es va anunciar de Riz Ahmed i Nikolaj Coster-Waldau serien productors executius de la pel·lícula i que formarien part del doblatge en anglès de la pel·lícula. Ahmed va doblar el paper d'Amin, mentre que Coster-Waldau donà la veu al personatge de Rasmussen.

### Animació
L'equip d'animació constava d'un grup d'uns deu animadors i artistes de Dinamarca i també d'un equip d'artistes de color de França. Cada escena passava controls rigorosos en els quals es controlava l'actuació i la intenció dels personatges. Una vegada Poher Rasmussen donava el vist, els animadors milloraven l'aspecte dels personatges. L'equip de neteja comprovaria les pinzellades — les quals havien de semblar incompletes, tal com si fos una novel·la gràfica per tal de donar maduresa al treball de línia — abans de finalment enviar-ho a l'equip de color, el qual embelliria els personatges. "Era una maquinària força gran", va destacar KennethLadekjær, el director d'animació.
Segons la productora Monica Hellström, la pel·lícula es va fer en format d'animació ja que "era una manera de mantenir l'anonimat de l'Amin". Es van utilitzar vídeos que Ramussen havia gravat per tal de poder copiar l'estil i el comportament de l'Amin i també es van fer certs canvis per protegir la identitat real de l'Amin.

## Estrena
El 28 de gener de 2021, Flugt es va estrenar al Festival de Cinema de Sundance. Poc després, diverses comapnyies van comprar els drets de distribució: Neon i Participant els dels Estats Units; Curzon Artificial els del Regne Unit; i Haut et Cort els de França. Estava previst que la pel·lícula s'estrenés al 73è Festival Internacional de Cinema de Canes, el maig de 2020, però va ser cancel·lat a causa de la pandèmia de Covid-19. La pel·lícula també va ser ensenyada al Festival Internacional de Cinema de Toronto de 2021 i al Festival de Cinema de Nova York el setembre de 2021.
La pel·lícula va ser estrenada a cinemes selectes de Nova York i Los Angeles el 3 de desembre de 2021 per les productores NEON i Participant. i el 21 de gener de 2022, l'estrena va passar a ser a nivell nacional. Des del 8 de febrer de 2022, la pel·lícula va estar disponible a Hulu.

## Recepció

### Recaptació
Mundialment, Flugt ha recaptat un total de 688,232 dòlars, dels quals, 339,754 són a nivell domèstic i, la resta,328,478, són dels mercats internacionals.
Durant el primer cap de setmana, Flugt va estar disponible a 4 cinemes i va recaptar 24,794 dòlars, així doncs, de mitjana, cada cinema va recaptar 6,198 dòlars.

### Crítica
Al lloc web Rotten Tomatoes, Flugt compta amb una aprovació del 98% i una nota de 8.5 sobre 10, puntuacions basades en 181 ressenyes. El consens crític de la pàgina web diu: "Representat l'experiència d'un refugiat a través d'una animació vívida, Flugt supera els límits de la manera de fer un documental per presentar una memòria commovedora d'autodescobriment." A Metacritic, Flee, les 33 opinions de crítics li han donat una puntuació de 91 sobre 100, indicant "aclamació universal". Al mateix lloc web, també és la sisena pel·lícula amb més bona nota del 2021.
Bong Joon-ho, el director de Parasite, va nomenar Flugt com una de les seves pel·lícules preferides del 2021 i va escriure una carta dedicada a la pel·lícula i va descriure la pel·lícula com "La peça de cinema més emocional que havia vist aquell any".

## Premis i nominacions
| Data de la cerimònia   | Premis                            | Categoria                                   | Nominat(s)                                                                                | Resultat   | Ref.          |
| ---------------------- | --------------------------------- | ------------------------------------------- | ----------------------------------------------------------------------------------------- | ---------- | ------------- |
| 14 de novembre de 2021 | Critics Choice Documentary        | Millor documental                           | Flugt                                                                                     | Nominat    | [ 31 ]        |
| 14 de novembre de 2021 | Critics Choice Documentary        | Millor director                             | Jonas Poher Rasmussen                                                                     | Nominat    | [ 31 ]        |
| 2 de desembre de 2021  | National Board of Review          | Millors cinc documentals                    | Flugt                                                                                     | Guanyador  | [ 32 ]        |
| 2 de desembre de 2021  | National Board of Review          | NBR Freedom of Expression                   | Flugt                                                                                     | Guanyador  | [ 32 ]        |
| 5 de desembre de 2021  | Premis British Independent Film   | Millor pel·lícula internacional independent | Flugt                                                                                     | Guanyadora | [ 33 ]        |
| 11 de desembre de 2021 | Premis del Cinema Europeu         | Millor pel·lícula documental                | Flugt                                                                                     | Guanyadora | [ 34 ] [ 35 ] |
| 11 de desembre de 2021 | Premis del Cinema Europeu         | Millor pel·lícula animada                   | Flugt                                                                                     | Guanyadora | [ 34 ] [ 35 ] |
| 9 de gener de 2022     | Premis Globus d'Or                | Millor pel·lícula d'animació                | Flugt                                                                                     | Nominada   | [ 36 ] [ 37 ] |
| 5 de març de 2022      | Premis ACE Eddie                  | Millor edició d'un documental               | Janus Billeskov Jansen                                                                    | Nominat    | [ 38 ] [ 39 ] |
| 12 de març de 2022     | Premis Annie                      | Millor pel·lícula animada - Independent     | Flugt                                                                                     | Guanyadora | [ 40 ]        |
| 12 de març de 2022     | Premis Annie                      | Millor direcció                             | Jonas Poher Rasmussen & Kenneth Ladekjær                                                  | Nominats   | [ 40 ]        |
| 12 de març de 2022     | Premis Annie                      | Millor guió                                 | Jonas Poher Rasmussen & Amin Nawabi                                                       | Nominats   | [ 40 ]        |
| 12 de març de 2022     | Premis Annie                      | Millor edició                               | Janus Billeskov Jansen                                                                    | Nominat    | [ 40 ]        |
| 13 de març de 2022     | Premis BAFTA                      | Millor pel·lícula animada                   | Flugt                                                                                     | Nominada   | [ 41 ]        |
| 13 de març de 2022     | Premis BAFTA                      | Millor documental                           | Flugt                                                                                     | Nominat    | [ 41 ]        |
| 13 de març de 2022     | Premis Critics' Choice            | Millor pel·lícula animada                   | Flugt                                                                                     | Nominada   | [ 42 ]        |
| 13 de març de 2022     | Premis Critics' Choice            | Millor pel·lícula en llengua no anglesa     | Flugt                                                                                     | Nominada   | [ 42 ]        |
| 19 de març de 2022     | Premis Producers Guild of America | Millor producció d'un documental            | Flugt                                                                                     | Nominat    | [ 43 ]        |
| 27 de març de 2022     | Premis Oscar                      | Millor pel·lícula animada                   | Jonas Poher Rasmussen, Monica Hellström, Signe Byrge Sørensen & Charlotte De La Gournerie | Pendent    | [ 44 ]        |
| 27 de març de 2022     | Premis Oscar                      | Millor documental                           | Jonas Poher Rasmussen, Monica Hellström, Signe Byrge Sørensen & Charlotte De La Gournerie | Pendent    | [ 44 ]        |
| 27 de març de 2022     | Premis Oscar                      | Millor pel·lícula internacional             | Dinamarca                                                                                 | Pendent    | [ 44 ]        |
| 2 d'abril de 2022      | Premis Satellite                  | Millor pel·lícula internacional             | Flugt                                                                                     | Pendent    | [ 45 ]        |
| 2 d'abril de 2022      | Premis Satellite                  | Millor pel·lícula animada o de Mixed Media  | Flugt                                                                                     | Pendent    | [ 45 ]        |
| 2 d'abril de 2022      | Premis Satellite                  | Millor documental                           | Flugt                                                                                     | Pendent    | [ 45 ]        |